# Велико Крчево
Велико Крчево је насељено место у општини Мајур, Банија, Република Хрватска.

## Историја
Насеље је до 1995. било у саставу некадашње општине Костајница. Велико Крчево се од распада Југославије до августа 1995. године налазило у Републици Српској Крајини.

## Становништво
| Националност       | 1991. | 1981. | 1971. | 1961. |
| Срби               | 144   | 149   | 232   | 312   |
| Југословени        | 6     | 36    |       | 1     |
| Хрвати             | 3     | 2     | 3     | 3     |
| остали и непознато | 1     | 1     |       | 1     |
| Укупно             | 154   | 188   | 235   | 317   |

| Демографија | Демографија | Демографија |
| Година      | Становника  | Становника  |
| ----------- | ----------- | ----------- |
| 1961.       | 317         |             |
| 1971.       | 235         |             |
| 1981.       | 188         |             |
| 1991.       | 154         |             |
| 2001.       | 112         |             |
| 2011.       |             | 79          |